# 胡抗美
胡抗美（1952年—），号鹿门山人、得天庐，男，湖北襄阳人，中国书法家，中国书法家协会原副主席，中国国家画院书法篆刻院副院长。